# Campionati europei di ginnastica artistica 2011 - Corpo libero maschile
La finale del corpo libero maschile si è svolta il 9 aprile 2011, con inizio alle ore 13:30.

## Risultati
| Pos.    | Ginnasta           | Nazione     | Punteggio di partenza | Punteggio della giuria | Penalità | Totale |
| ------- | ------------------ | ----------- | --------------------- | ---------------------- | -------- | ------ |
| Oro     | Flavius Koczi      | Romania     | 6,600                 | 8,900                  | -        | 15,500 |
| Argento | Alexander Shatilov | Israele     | 6,500                 | 8,900                  | -        | 15,400 |
| Bronzo  | Anton Golocuckov   | Russia      | 6,400                 | 8,925                  | -        | 15,325 |
| 4       | Kristian Thomas    | Regno Unito | 6,200                 | 9,100                  | -        | 15,300 |
| 4       | Thomas Bouhail     | Francia     | 6,100                 | 9,200                  | -        | 15,300 |
| 6       | Denis Abljazin     | Russia      | 6,700                 | 8,650                  | 0,1      | 15,250 |
| 7       | Daniel Purvis      | Regno Unito | 6,400                 | 8,000                  | -        | 14,400 |
| 8       | Philipp Boy        | Germania    | 6,200                 | 8,075                  | -        | 14,275 |